# نوبوتوشی کانا
نوبوتوشی کانا (انگلیسی: Nobutoshi Canna; ۱۰ ژوئن ۱۹۶۸ – ) بازیگر، صداپیشه، خواننده، و بازیگر خردسال اهل ژاپن بود. وی از سال ۱۹۷۱ میلادی تاکنون مشغول فعالیت بوده‌است.